# Tornado de Jiangsu de 2016
Na tarde de 23 de junho de 2016, uma forte tempestade produziu um tornado extremamente grande e violento sobre a província de Jiangsu, na China. Atingindo áreas a nordeste de Yancheng por volta das 2h30 13h, horário local, o tornado matou 98 pessoas e feriu outros 846 (152 criticamente). Mais tarde, a Administração Meteorológica da China classificou o tornado como EF4 na escala Fujita Aprimorada. Outro tornado gerado pela mesma supercélula matou uma pessoa na área de Sheyang.
O tornado de Jiangsu é o maior tornado da história da China, desde que os registros e a documentação começaram em 1950.

## Fundo
No final da primavera e no início do verão, uma frente de ar semipermanente — chamada de frente meiyu — surge no leste da China, Taiwan e Japão. Essa característica provoca períodos prolongados de chuva forte e tempestades, que frequentemente causam danos. As chuvas ao longo dessa fronteira tendem a ser particularmente intensas nos verões pós-El Niño, como o verão de 2016. Em junho 23, 2016, uma faixa de tempestades intensas de aproximadamente 600 milhas (970 km) se desenvolveu ao longo da frente meiyu no leste da China. Um complexo de tempestades específico sobre a província de Jiangsu abrangeu de 250 a 300 milhas (400 a 480 km) e produziu um tornado perto de Yancheng por volta das 2:30 PM na hora local (0630 UTC). O tornado foi acompanhado por uma tempestade de granizo. A análise dos danos encontrou danos consistentes com a intensidade EF4, e a Administração Meteorológica da China classificou o tornado como EF4, com ventos máximos sustentados superiores a 240 pés por segundo, ou 165 milhas por hora (270 km/h).

## Impacto
O enorme e violento tornado em forma de cunha (wedge) abriu um amplo caminho de destruição na área de Funing, em Yancheng, na província de Jiangsu, atingindo em determinado momento uma largura máxima de 4,1 km de largura (2,5 milhas). O tornado atingiu primeiro a vila de Banhuzen e depois deixou para trás danos catastróficos ao atingir áreas dentro e ao redor das vilas de Laowangcun, Jiqiaocun, Dalaocun, Xuejiagang, Beichencun e Lixingqiao, todas localizadas a oeste ou ao longo da periferia sul do centro de Funing. A leste de Funing, o tornado causou danos na vila de Wutanzhen antes de se dissipar. Milhares de casas de alvenaria bem construídas foram severamente danificadas ou destruídas ao longo do caminho, muitas delas completamente niveladas ao solo. Fábricas, empresas e moinhos de arroz sofreram destruição semelhante, e vários grandes prédios de fábricas foram severamente danificados em uma usina da Canadian Solar. Dois grandes edifícios escolares também foram gravemente danificados e vários grandes contentores de transporte de metal de várias toneladas foram lançados e atirados a centenas de metros de distância pelo tornado. Restos estruturais foram espalhados por longas distâncias ao longo do caminho dos danos, muitos veículos foram arremessados centenas de metros e destruídos; árvores foram completamente despidas e descascadas; e vários postes de linhas de energia metálicas e torres de treliça foram dobrados e amassados no chão. Velocidades do vento de até 125 quilômetros por hora (78 mph) foram medidos em uma estação meteorológica em Funing enquanto o tornado passava perto da área. Os primeiros socorristas relataram corpos espalhados por comunidades devastadas. Os danos foram calculados em cerca de CN¥ 5 mil milhões (US$ 760 milhões).
À medida que a supercélula continuava passando por Funing, produziu outro tornado de intensidade desconhecida que destruiu vários edifícios e matou uma pessoa na área de Sheyang.

### Resposta
Um total de 99 pessoas falecidas pelos dois tornados e 846 outros feridos, incluindo 152 em estado crítico. O serviço de notícias chinês, Xinhua, classificou o evento como um dos desastres mais mortais a atingir Jiangsu em décadas,e o tornado mais mortal a atingir a China em meio século. O Secretário-Geral do Partido Comunista , Xi Jinping, e o Primeiro-Ministro Li Keqiang solicitaram “esforços de resgate totais” para ajudar as vítimas e os sobreviventes. Centenas de moradores ficaram presos nos escombros. O evento foi declarado um desastre de nível nacional. As equipes de resposta a catástrofes foram enviadas de Pequim naquela noite, fornecendo 1.000 tendas, 2.000 camas e holofotes.

## Tornados confirmados
| EFU | EF0 | EF1 | EF2 | EF3 | EF4 | EF5 | Total |
| --- | --- | --- | --- | --- | --- | --- | ----- |
| 1   | 0   | 0   | 0   | 0   | 1   | 0   | 2     |

| EF# | Localização                | Condado / Paróquia | Estado  | Iniciar Coord. | Hora (UTC)  | Comprimento do caminho  | Largura máxima         | Resumo |
| --- | -------------------------- | ------------------ | ------- | -------------- | ----------- | ----------------------- | ---------------------- | --- |
| EF4 | Banhuzen a leste de Funing | Funing, Sheyang    | Jiangsu | N/A            | 14:14–14:50 | 21,96 milhas (35,34 km) | 4 400 jardas (4 000 m) | 98 óbitos – Veja a seção acima sobre este tornado – 846 pessoas ficaram feridas.                                                        |
| EFU | Sheyang                    | Sheyang            | Jiangsu | N/A            | 15:10–15:30 | N/A                     | N/A                    | 1 óbito – Outro tornado foi gerado pela mesma supercélula cerca de vinte minutos após o primeiro tornado, destruindo várias estruturas. |